# Dominik Takáč
Dominik Takáč (Galanta, 21 gennaio 1999) è un calciatore slovacco, portiere dello Slovan Bratislava.

## Carriera

### Club
Cresciuto nel settore giovanile dello Spartak Trnava, debutta in prima squadra il 24 maggio 2019 in occasione dell'incontro di Superliga slovacca pareggiato 0-0 contro l'AS Trenčín.

### Nazionale
Ha giocato nella nazionale slovacca Under-18.

## Statistiche

### Presenze e reti nei club
Statistiche aggiornate al 29 gennaio 2025.
| Stagione              | Squadra               | Campionato            | Campionato | Campionato | Coppe nazionali | Coppe nazionali | Coppe nazionali | Coppe continentali | Coppe continentali | Coppe continentali | Altre coppe | Altre coppe | Altre coppe | Totale | Totale |
| Stagione              | Squadra               | Comp                  | Pres       | Reti       | Comp            | Pres            | Reti            | Comp               | Pres               | Reti               | Comp        | Pres        | Reti        | Pres   | Reti   |
| --------------------- | --------------------- | --------------------- | ---------- | ---------- | --------------- | --------------- | --------------- | ------------------ | ------------------ | ------------------ | ----------- | ----------- | ----------- | ------ | ------ |
| 2018-2019             | Spartak Trnava        | SL                    | 0+1        | 0          | CS              | 0               | 0               | -                  | -                  | -                  | -           | -           | -           | 1      | 0      |
| 2019-2020             | Spartak Trnava        | SL                    | 0+2        | 0          | CS              | 0               | 0               | -                  | -                  | -                  | -           | -           | -           | 2      | 0      |
| 2020-2021             | Spartak Trnava        | SL                    | 0+7        | -4         | CS              | 2               | -2              | -                  | -                  | -                  | -           | -           | -           | 9      | -6     |
| 2021-2022             | Spartak Trnava        | SL                    | 22+7       | -12 + -4   | CS              | 4               | -2              | UECL               | 6                  | -5                 | -           | -           | -           | 39     | -23    |
| 2022-2023             | Spartak Trnava        | SL                    | 22+1       | -26 + -1   | CS              | 2               | 0               | UECL               | 3                  | -4                 | -           | -           | -           | 28     | -31    |
| 2023-2024             | Spartak Trnava        | SL                    | 20+10      | -20 + -7   | CS              | 5               | -3              | UECL               | 11                 | -21                | -           | -           | -           | 46     | -51    |
| Totale Spartak Trnava | Totale Spartak Trnava | Totale Spartak Trnava | 92         | -74        |                 | 13              | -7              |                    | 20                 | -30                |             | -           | -           | 125    | -111   |
| 2024-2025             | Slovan Bratislava     | SL                    | 11         | -13        | CS              | 0               | 0               | UCL                | 14                 | -31                | -           | -           | -           | 25     | -44    |
| Totale carriera       | Totale carriera       | Totale carriera       | 103        | -87        |                 | 13              | -7              |                    | 34                 | -61                |             | -           | -           | 150    | -155   |

## Palmarès

### Club

#### Competizioni nazionali
- Campionato slovacco: 2

Spartak Trnava: 2018-2019
Slovan Bratislava: 2024-2025
- Coppa di Slovacchia: 2

Spartak Trnava: 2021-2022, 2022-2023